# Willa przy ulicy Gumniskiej 30 w Tarnowie
Willa przy ulicy Gumniskiej 30 w Tarnowie (zwana także willą Nalepówką, willą Goldmanówką oraz Pałacem Ślubów) – neogotycka willa, znajdująca się w tarnowskiej dzielnicy Gumniska. Siedziba Tarnowskiego Centrum Dialogu.

## Lokalizacja
Willa położona jest w Gumniskach, w południowo-wschodniej części Tarnowa. Znajduje się przy ulicy Gumniskiej (dawniej Sanguszków) – powstałej na przełomie wieków XVIII i XIX drogi, łączącej podmiejską wieś Gumniska z miastem. Na wschód od willi leży wybudowany w 1852 wiadukt kolejowy linii nr 91. W latach 40. XX wieku budynek znajdował się tuż przy południowo-wschodniej granicy miasta. W bezpośrednim sąsiedztwie, od zachodu wybudowano w 1972 halę widowiskowo-sportową. Po przeciwnej stronie ulicy Sanguszków znajdowały się budynki nadleśnictwa księcia Sanguszki, od lat dziewięćdziesiątych XX w. jest tam Społeczna Szkoła Podstawowa nr 1. W pobliżu, w parkowym otoczeniu, znajduje się pałac Sanguszków w Gumniskach.

## Architektura
Budynek jest murowany, parterowy, podpiwniczony, z poddaszem użytkowym, otynkowany, zbudowany na planie prostokąta, z ośmioboczną wieżą od wschodu i dwoma bocznymi ryzalitami od obecnego frontu. Charakterystycznymi cechami neogotyku angielskiego, w duchu którego został zbudowany, są okna i otwory wejściowe zwieńczone ostrymi łukami oraz wieńczące ściany krenelaże, arkadowe fryzy i schodkowe szczyciki.

## Historia

### Willa Nalepówka
Posesja przed zabudowaniem była w rękach Franciszka i Tymoteusza Skrzyńskich. Willa została zbudowana prawdopodobnie w latach 60. XIX wieku dla właścicieli pobliskiej cegielni, braci Franciszka i Tomasza Nalepów. Powstała w stylu neogotyckim, zaprojektowana prawdopodobnie przez przedsiębiorcę budowlanego, architekta Karola Polityńskiego (1841−1887) lub jakiegoś naśladowcę Franciszka Marii Lanciego.
Budynek pierwotnie miał jedno wejście od północy, a od wschodu umieszczono wieżę. Obiekt był otoczony parkiem. Jego zaplecze o powierzchni około 20 ha, na którym znajdowały się fabryki i zabudowa gospodarska, sięgało do Wątoku, przepływającego na północ od willi. Kiedy zbankrutowała fabryka cegieł pierwszego właściciela z rodziny Nalepów, ten popełnił samobójstwo, a dom został wystawiony na sprzedaż.

### Willa Goldmanówka
W 1873 roku willę kupił Stanisław Żelechowski, 12 maja 1899 roku odsprzedał nieruchomość Goldmanom. Źródła dochodów właścicieli, produkcja ceramiki w przylegającej fabryce, działały nadal. Cegielnia wyposażona była w maszynę parową o mocy 35 KM i zatrudniała 30 robotników. Wymagała jednak modernizacji. W wytwórni pieców kaflowych „Flora” w 1910 Goldman zatrudniał 10 pracowników. Fabrykę świec prowadzili wspólnie Goldman i Grau. Podczas I wojny światowej Izaak Goldman i rodzina wyjechali do Austrii. Willę zdewastowali żołnierze rosyjscy, którzy użytkowali ją jako stajnie dla koni. Cegielnię zbombardowano, przetrwała fabryka świec. Po wojnie, z powodu kłopotów finansowych, część pomieszczeń budynku wynajmowano na mieszkania. Po 1918 budynek przeszedł remont, a ponieważ popyt na świece spadł, właściciele przystąpili do firmy Kadłubowski i S-ka rozwijając kaflarnię. Śladem historycznym działalności takiego ceramicznego przedsiębiorstwa jest pobliska ulica Kaflarska. Surowiec do produkcji pozyskiwano lokalnie.
Pod koniec lat dwudziestych XX wieku Goldmanowie wynajęli mieszkanie w willi rodzinie Huberta Poetschkego, fachowca młynarstwa zatrudnionego w młynie Szancera. W 1939 roku rodziny Goldmanów i Poetschków zostały zmuszone przez niemieckie władze okupacyjne do opuszczenia willi, po czym zakwaterowano w niej rodzinę Ślązaków z Wadowic. Goldmanowie zginęli w 1942 roku w czasie masowych egzekucji ludności żydowskiej; senior rodu Izaak Goldman zmarł wcześniej w getcie tarnowskim. Wojnę przeżyła tylko Blanka Goldman, wnuczka Izaaka. Schronienia zbiegłej z getta dziewczynie zapewniła rodzina Huberta Poetschkego; jego syn Jerzy Poetschke został za to uhonorowany medalem Sprawiedliwy Wśród Narodów Świata.
Po wyzwoleniu Blanka z rodziną Poetschków zamieszkali ponownie w willi. Blanka Goldman dwa lata później wyjechała za granicę. Władze miejskie dokwaterowały do budynku lokatorów. W latach 70. XX wieku, po śmierci właścicielki, dom został przejęty przez władze i upaństwowiony w 1985 roku, na podstawie dekretu o majątkach opuszczonych i poniemieckich.
Od nazwisk kolejnych właścicieli pałac zwany był przez mieszkańców Zabłocia – Nalepówką lub Goldmanówką.

### Pałac Ślubów
Dla dostosowania budynku do pełnienia nowej funkcji pod koniec lat 70. XX wieku przeprowadzono trzyletni remont i nieco zmieniono wygląd willi. W latach 1980–2019 w budynku mieścił się Urząd Stanu Cywilnego. Na parterze znajdowała się sala ślubów, a na poddaszu umieszczono pomieszczenia biurowe. Od pełnionej funkcji wzięła się kolejna nazwa – Pałac Ślubów. W 2006 roku obiekt wpisano do rejestru zabytków. W latach 2010–2016 toczył się spór prawny ze spadkobierczynią rodziny Goldmanów, w wyniku którego właścicielem obiektu zostało miasto Tarnów. Urząd Stanu Cywilnego wyprowadzono z ulicy Gumniskiej z powodu złego stanu technicznego zabudowy.

## Tarnowskie Centrum Dialogu
Od 2019 roku zabytkowa willa nie była użytkowana i zaczęła stawać się ruiną. W 2022 roku miasto otrzymało z Funduszy Norweskich pieniądze na remont obiektu, przeznaczonego dla Centrum Dialogu Społecznego. Wykonano projekt modernizacji i dokonano uzgodnień z konserwatorem zabytków. Na renowację obiektu przeznaczono ponad 2,5 mln zł. W marcu 2022 roku ogłoszono przetarg na remont, ale 20 kwietnia 2022 roku został on unieważniony (najniższa oferta opiewała na 3,7 mln zł). Prace ruszyły po kolejnym przetargu. Koszty remontu i wyposażenia budynku wyniosły blisko 4,6 miliona złotych. Ciepło do budynku dostarcza powiązana z właścicielem miejska spólka Miejskie Przedsiębiorstwo Energetyki Cieplnej. Otwarcie miało miejsce 22 marca 2024 roku. W sobotę po oficjalnym otwarciu zorganizowano dzień otwarty połączony ze zwiedzaniem zabytku.

## Galeria

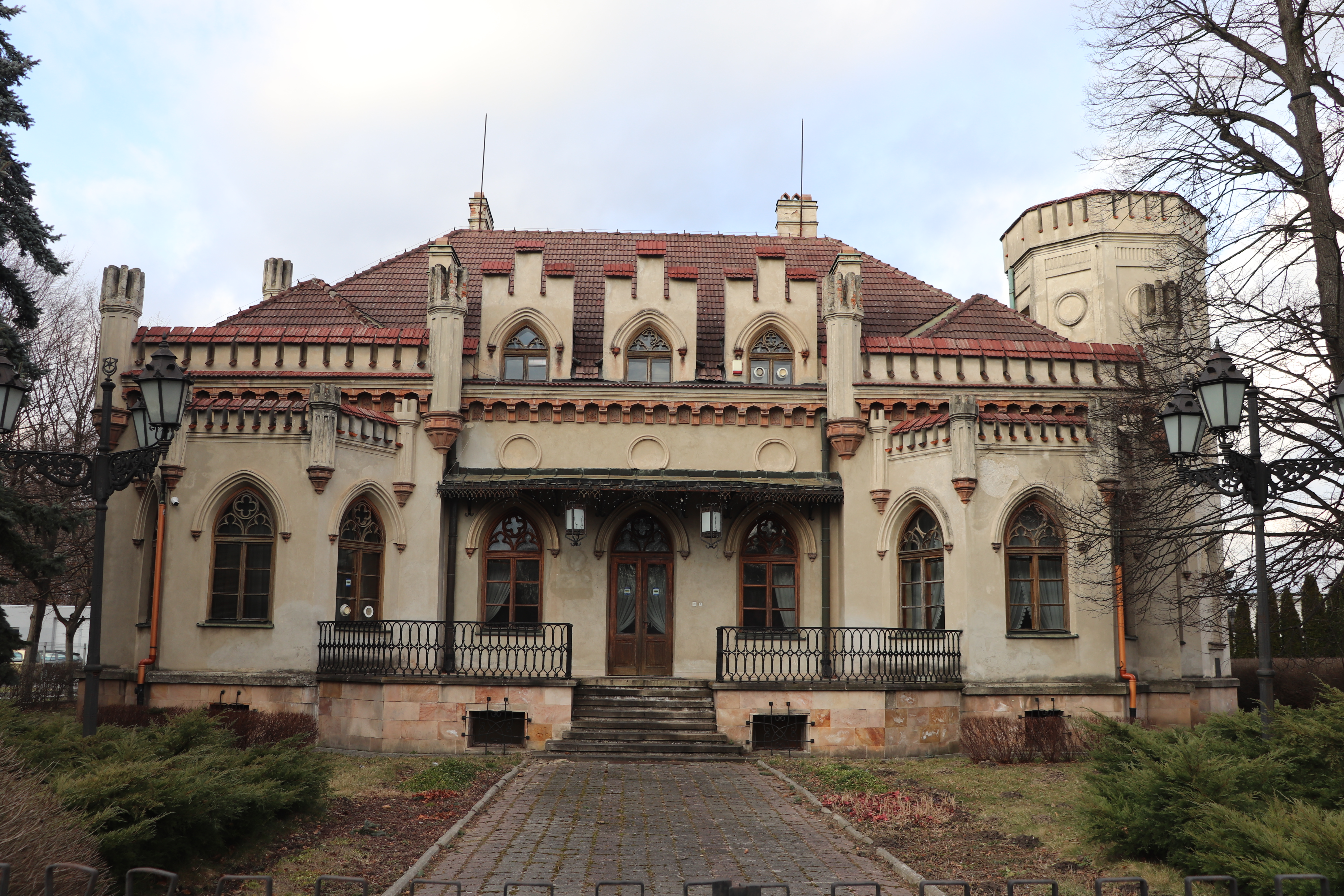
Fasada
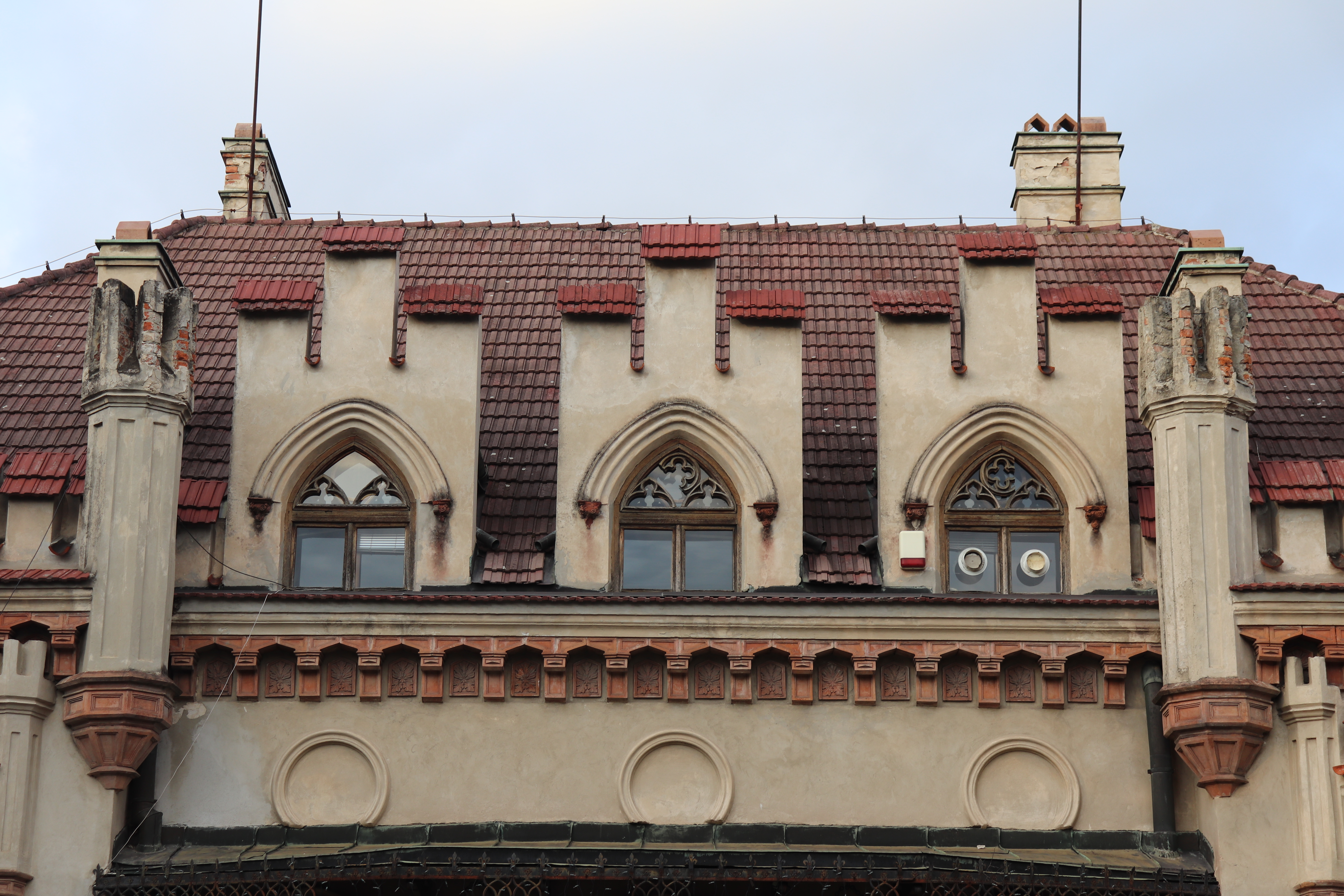
Zwieńczenie nad głównym wejściem
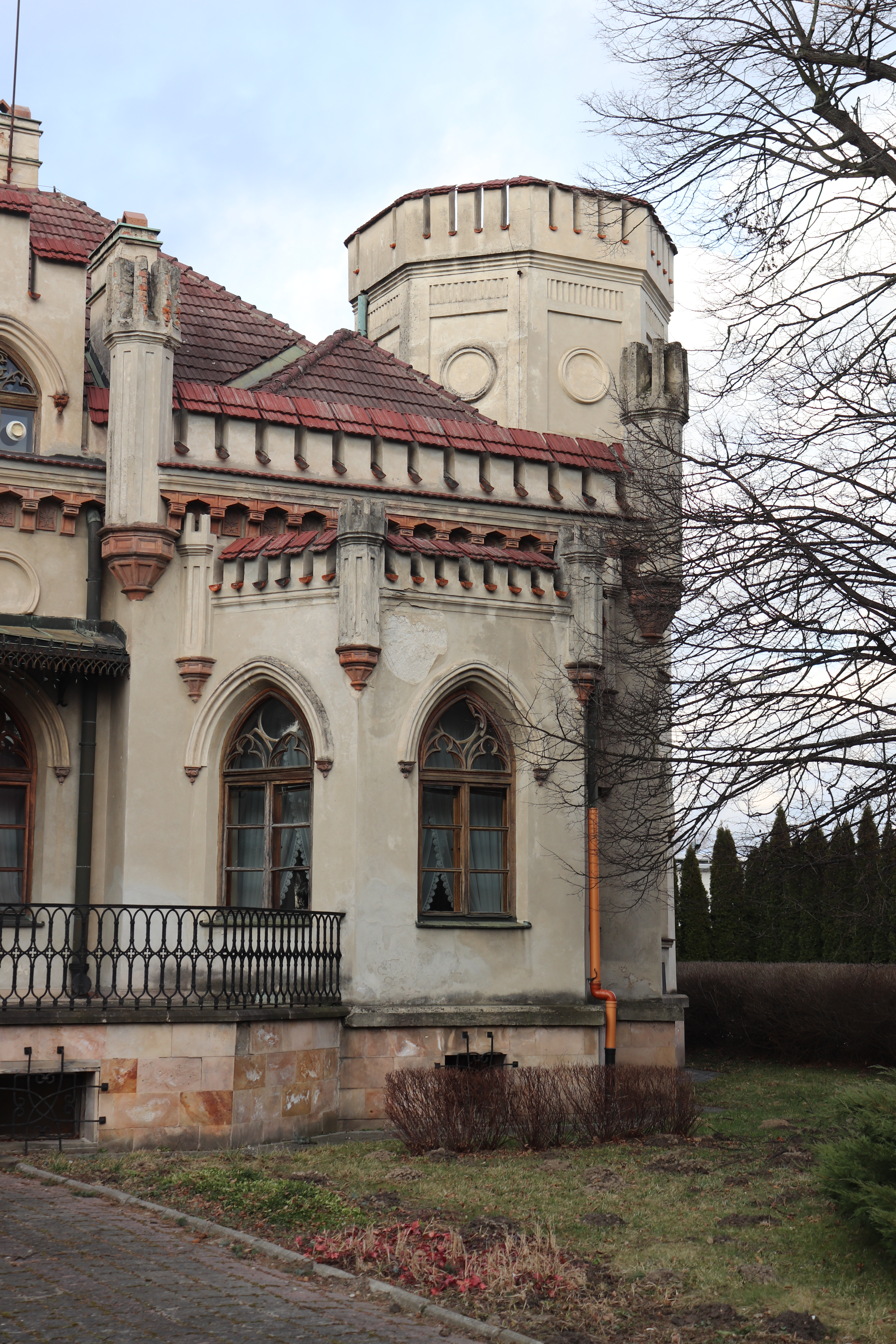
Południowo-wschodni narożnik
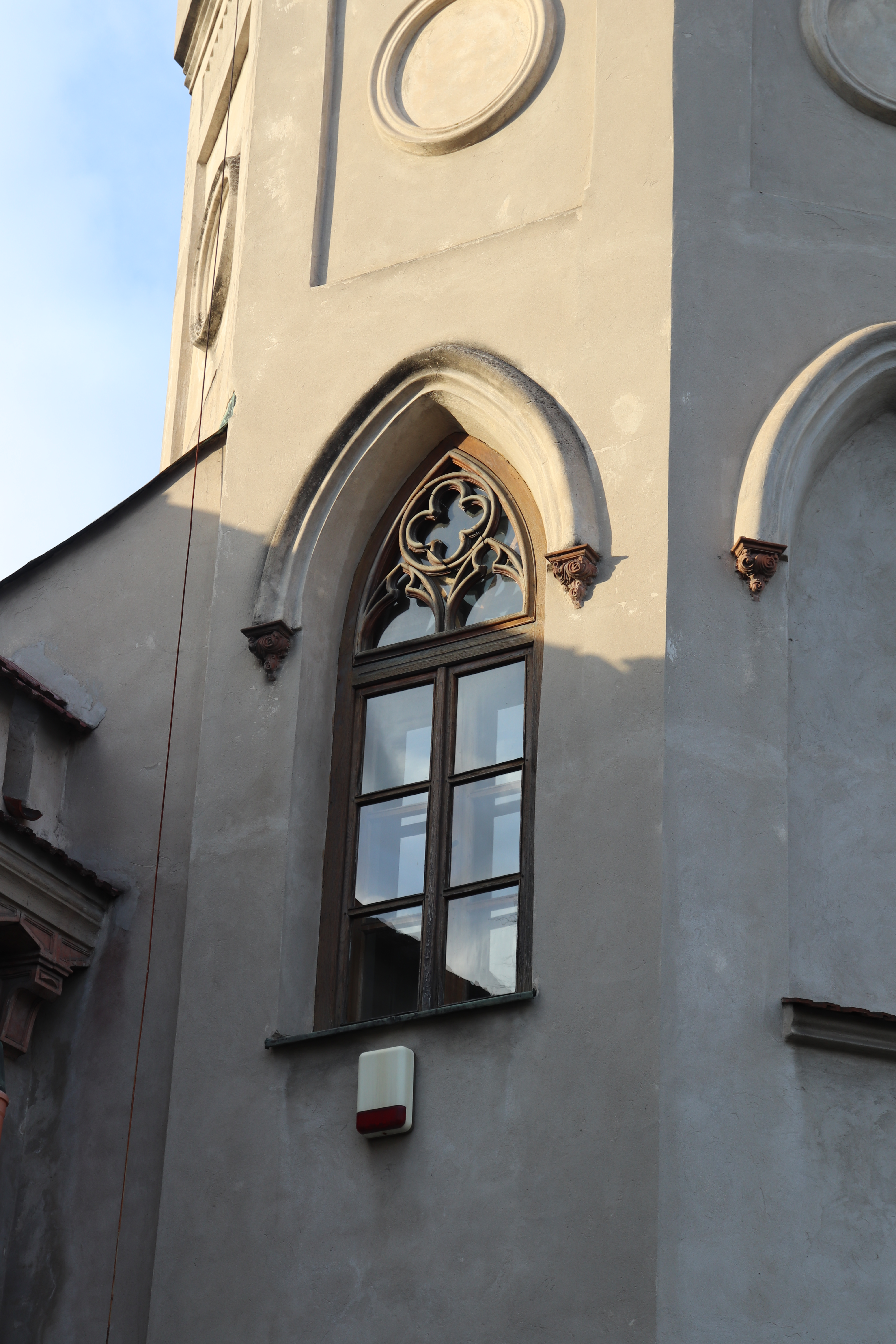
Detal elewacji
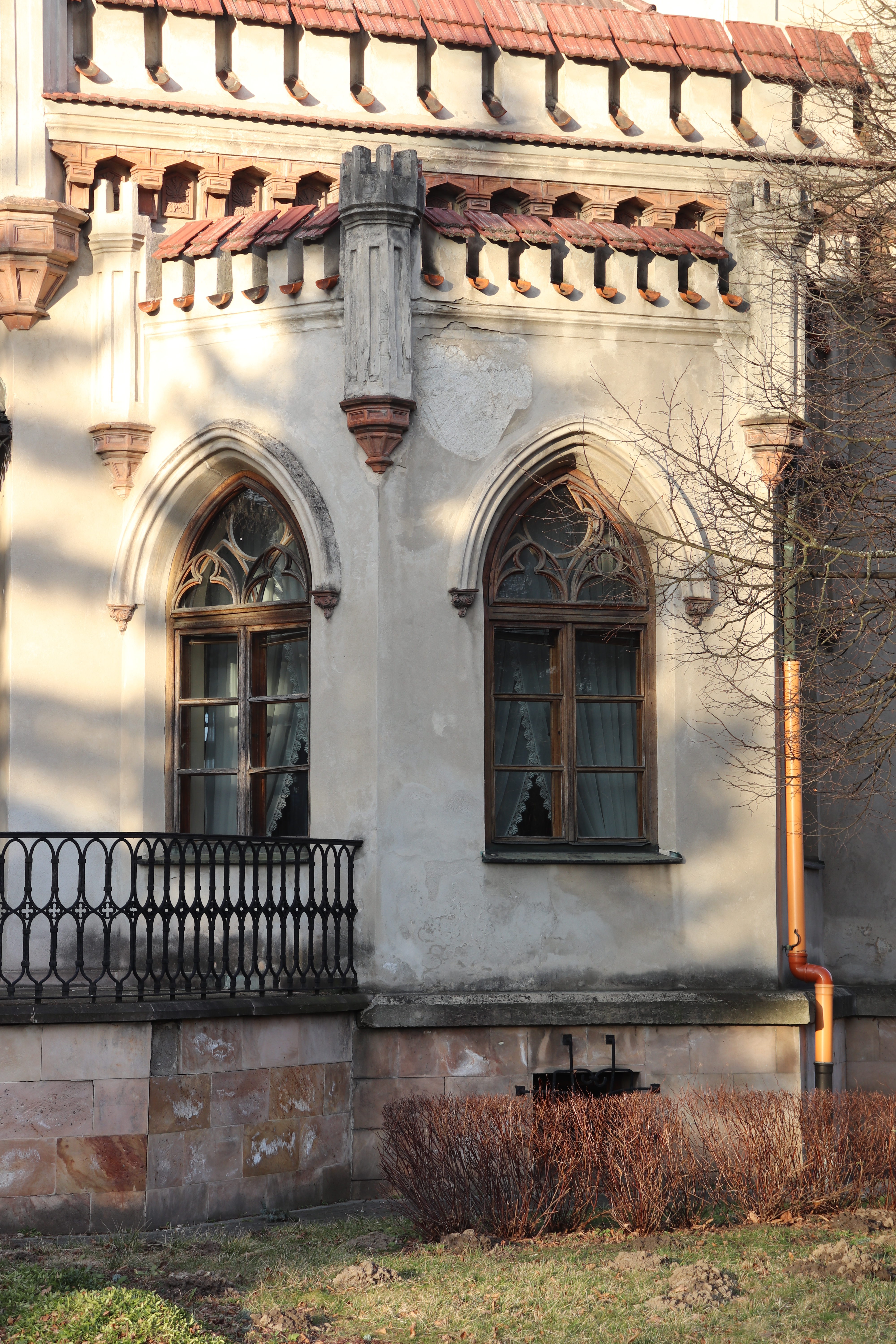
Neogotyckie okna w ryzalicie